# IDOL (アイドルグループ)
IDOL(韓国語：아이돌、日本語訳：アイドル)は、韓国で活動していた男性アイドルデュオである。
当時の所属事務所は大成企画(現・DSPメディア)。

## 概要
1996年1月、大成企画(現・DSPメディア)から1集「Bow Wow」でデビュー。
当時の韓国では青少年や大衆に影響を及ぼす芸能活動や放送コードに検閲や規制が多かった。その中で中学生という低年齢メンバー(デビュー時満14歳と満13歳)はタブー破りに近いと見られていたが、その同年代感が若年層のファンを獲得。
同年9月にSMエンタテインメントから10代のグループH.O.T.がデビューしたことから、韓国のアイドルの低年齢化の先鞭をつけたとみられている。
1996年の韓国映像音盤大賞（現：ゴールデンディスク賞）で新人賞を受賞。
「夢の中の彼女」や2集「幻想体験」等で活動をしたが、1997年2月に学業への専念を理由に解散した。

## メンバー
- チェ・ヒョクジュン : 1981年12月26日生まれ　韓国系アメリカ人　ボーカル担当　現在は米国にて音楽プロデュース業に携わっている[3]
- イ・セソン : 1982年5月6日　在ブラジル韓国人　ラップ担当

## 受賞歴
- 1996年韓国映像音盤大賞（現：ゴールデンディスク賞）・新人賞

## ディスコグラフィ
- 1集「Bow Wow」(1996年)
- 2集「The Second Coming ...」(1996年)